# 星座になれたら (曲)
「星座になれたら」（せいざにならたら）は、日本のテレビアニメ『ぼっち・ざ・ろっく!』の作中に登場するバンド「結束バンド」による配信限定シングル。2022年12月25日にサブスクリプションを含む配信開始した。

## 概要
テレビアニメ『ぼっち・ざ・ろっく!』第12話の挿入歌。
作詞は樋口愛、作曲は内藤英雅、編曲は三井律郎。
2024年5月にはストリーム数が5,000万を超え、日本レコード協会がストリーミング認定でゴールド認定を行った。